# Kloster St. Olaf

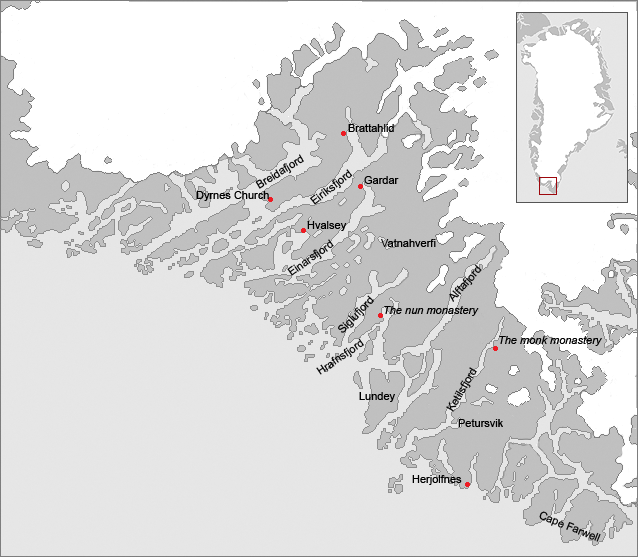
Karte der Ostsiedlung. Das Nonnenkloster ist zentral als nun monastery eingezeichnet

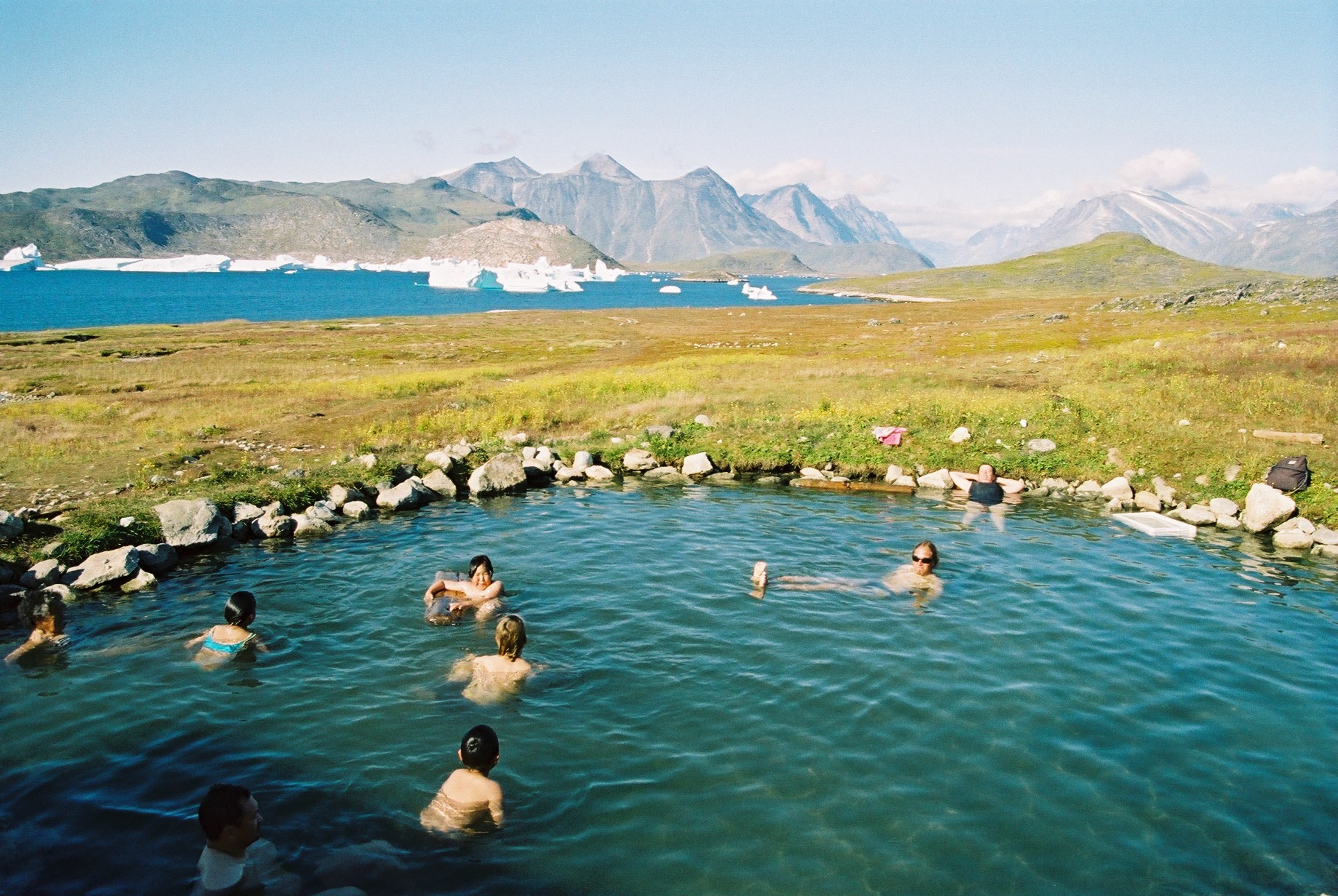
Eine der Thermalquellen auf der Insel Uunartoq, die im Besitz des Klosters waren

Das Kloster St. Olaf (heute auch: Kloster Narsarsuaq) war ein Benediktinerinnenkloster in der Ostsiedlung  der Grænlendingar im Uunartoq-Fjord im Distrikt Nanortalik auf Grönland. 

## Geschichte
Neben dem Benediktinerinnenkloster existierte in der nordischen Besiedlungsperiode Grönlands noch ein Kloster der Augustiner. Die genauen Gründungsumstände beider Konvente sind nicht bekannt. Sie müssen jedoch bereits zu Beginn des 14. Jahrhunderts existiert haben, da sie in einem Brief des Bischofs Arne von Bergen aus dem Jahr 1308 an den Bischof Thord von Gardar erwähnt wurden. Möglicherweise bestanden Verbindungen zu den nächstgelegenen Benediktinerinnenklöstern auf Island, dem 1186 gegründeten Kirkjubæjarklaustur und dem 1295 gegründeten Reynistaðarklaustur.
Das Kloster war vermutlich dem Heiligen Olaf geweiht. Das Patrozinium ist umstritten. Basierend auf dem Bericht von Ívarr Bárðarson weist Grayburn dieses Patrozinium dem Benediktinerinnenkloster zu, während McCullough es der am Ostufer des Fjordes gelegenen Pfarrkirche von Vagar zuordnet. Das andere zu der Zeit in Grönland existierende Kloster trug das Doppelpatrozinium St. Olaf und Augustinus. Es ist jedenfalls nicht ausgeschlossen, dass auch das Benediktinerinnenkloster diesem populären nordischen Heiligen geweiht war.
Ívarr Bárðarson war ab 1349 Vakanzverwalter an der Kathedrale von Garðar. Er erstellte im Jahr 1350 einen Bericht, der wohl hauptsächlich der Festlegung des Zehnten diente,  und erwähnte darin reichen Grundbesitz des Konvents, darunter einige Inseln im Fjord selber. Dazu zählte die Insel Uunartoq, die noch heute für ihre Thermalquellen bekannt ist. Ívarr Bárðarson erwähnte, dass die Grænlendingar diese Quellen aufgesucht hätten, um Krankheiten zu lindern. Vermutlich gehörten diese Quellen zu den Einnahmequellen des Klosters. Das Ende des Klosters liegt wie der Untergang der Grænlendingar-Kultur im Dunkeln.

## Ausgrabung
Das Klostergelände wurde zwischen 1945 und 1948 durch den dänischen Archäologen Christen Leif Vebæk ergraben und die Funde später weiter untersucht. Die archäologischen Grabungen haben den Konvent als ein großes eingefriedetes Areal mit mindestens 21 Bauwerken ergeben. Das Klostergelände befand sich am Westufer des Uunartoq-Fjords. Zentral auf dem Gelände wurden die Grundmauern der romanischen Klosterkirche aufgefunden, die dem Typus der rektangulären Sakralbauten entspricht, die um 1300 auf Grönland errichtet wurden wie zum Beispiel der besterhaltenen Grænlendingar-Kirche auf Grönland, der Kirche von Hvalsey. Bei den Grabungen war keine Westwand der Klosterkirche nachweisbar, ein Befund, der bei sieben weiteren Kirchen auf Grönland zu finden ist, darunter der Kathedrale von Garðar. Vermutlich war die Westwand aus Holz errichtet. Im Westen muss sich auch das Portal befunden haben, da an den anderen Wänden keine Eingänge nachgewiesen werden konnten. Die in und um die Grundmauern der Klosterkirche gefundenen Reste von Skeletten deuten auf einen Beginn der Bestattungen um 1290 und auf ein Ende um 1399 hin. Im Inneren der Klosterkirche wurden die Reste von 20 Bestattungen aufgefunden, darunter ein Kindergrab. Außerdem wurden bei den Grabungen Fragmente einer Bronzeglocke gefunden.